# Cerecinos de Campos
Cerecinos de Campos es un municipio y localidad de española de la provincia de Zamora, en la comunidad autónoma de Castilla y León.
Enclavado en la comarca de Tierra de Campos, Cerecinos es un pueblo dividido en dos barrios por el arroyo la Vega, cada uno con su propia iglesia: la de Santa Marta en el barrio de arriba y la de San Juan Bautista en el de abajo. La actividad predominante es la agrícola y ganadera, complementada con otras actividades como son dos mesones y una fábrica de harina.
Parte de su término municipal se integra dentro de la ZEPA Penillanuras-Campos Sur.

## Toponimia
El nombre de la localidad puede proceder de la palabra latina "ceres", lo que muestra la antigua vinculación de este municipio con la producción de cereales, especialmente el trigo.

## Geografía
Está integrado en la comarca de Tierra de Campos de la provincia de Zamora, y se encuentra a 73 kilómetros de la capital provincial. Está atravesado por la Autovía del Noroeste entre los pK 241 y 246. El relieve del territorio es el propio de la Tierra de Campos, una amplia llanura que cruza de norte a sur el arroyo de la Vega con alguna pequeña elevación. El pueblo se alza a 701 metros sobre el nivel del mar, oscilando la altitud entre los 693 y los 741 metros. 
| Noroeste: San Esteban del Molar | Norte: Villalobos | Noreste: Prado             |
| Oeste: Revellinos               |                   | Este: Quintanilla del Olmo |
| Suroeste: Revellinos            | Sur: Tapioles     | Sureste: Villalpando       |

## Historia
En el término de Cerecinos se han hallado los restos fósiles de un elefante primitivo, Deinotherium giganteum (2,5 millones de años), remontándose la presencia humana más antigua a la Edad de Bronce (pago de La Boyana) y a la Edad de Hierro (El Castillo).
En época protohistórica ocuparon estos campos los vacceos, situando en los alrededores de Cerecinos algunos autores la ubicación de una de sus ciudades emblemáticas, Intercatia. Asimismo, se han hallado restos romanos en los pagos de El Centenal y la Fuente de Valdeáguila.
No obstante, Cerecinos nace como tal con la repoblación medieval emprendida por los reyes leoneses en el siglo XI, estando inicialmente formado por dos núcleos separados por el arroyo de la Vega, Cerecinos de los Barrios y Cerecinos de la Orden, cada uno con su iglesia, Santa Marta y San Juan Bautista, respectivamente. Estos núcleos permanecieron separados hasta que en el siglo XIX se unificaron administrativamente. El barrio de Abajo (Cerecinos de la Orden) perteneció a la Orden de San Juan de Jerusalén como donación del rey Fernando II de León en el año 1174. Cerecinos de los Barrios, por su parte, pasó en el siglo XIV a manos de los Fernández de Velasco, integrando la denominada Provincia de las Tierras del Condestable.
Tras la pérdida de la condestabilía de los Velasco en 1711, Cerecinos de los Barrios junto al resto de la Tierra de Villalpando pasó a depender de la ciudad de León para el voto a Cortes, hecho por el cual aparece integrando en 1786 en el mapa de Tomás López titulado Mapa geográfico de una parte de la provincia de León.
Tuvo parada de postas en el antiguo Camino de Madrid a La Coruña, y un Hospital de pobres, ya muy deteriorado a mediados del siglo XVIII. Cerecinos fue una de las trece villas del señorío de Villalpando que defendió el Voto de la Inmaculada (1466).
Finalmente, con la creación de las actuales provincias en 1833, Cerecinos quedó adscrito inicialmente en el partido judicial de Medina de Rioseco, en la provincia de Valladolid, si bien tras las reclamaciones de los concejos del área villalpandina, quedó plenamente integrado a partir de 1858 en la provincia de Zamora, dentro esta de la Región Leonesa.

## Geografía humana

### Demografía
Cuenta con una población de 234 habitantes (INE 2024).
| Gráfica de evolución demográfica de Cerecinos de Campos entre 1842 y 2021                                             |
| |
| Población de derecho según los censos de población del INE. Población de hecho según los censos de población del INE. |

## Símbolos
El escudo heráldico del municipio de Cerecinos de Campos fue aprobado mediante acuerdo de la Comisión de Gobierno de la Diputación Provincial de Zamora de fecha 2 de septiembre de 1993, quedando blasonado de la siguiente forma:

Campo partido, por línea vertical desde el eje a la baso en el cuartel izquierdo o principal sobre gules cruz sanjuanista de
plata. En el cuartel derecho en campo de azur cinco avellanas de oro dispuestas en sotuer.

## Mancomunidad del Raso de Villalpando
Cerecinos forma parte de la Mancomunidad Intermunicipal del Raso de Villalpando junto con otros doce municipios de la Tierra de Campos de la provincia de Zamora. Este consorcio de municipios, a pesar de que se autodenomina mancomunidad, no tiene tal naturaleza, consistiendo su finalidad en la explotación del monte público denominado el "Raso de Villalpando", este último declarado en el año 2000 de utilidad pública.
El monte del "Raso de Villalpando" se encuentra situado en el término municipal de Villalpando y tiene una superficie total de 1654 hectáreas de las cuales 90 pertenecen a enclavados. Tiene carácter patrimonial y aprovechamiento comunal, estando consorciado con el número de Elenco 3028. Las bases del Consorcio, entre el Patrimonio Forestal del Estado y la Mancomunidad de Raso de Villalpando fueron aprobadas con fecha 13 de febrero de 1948, aunque sus orígenes se remontan a finales del siglo X o principios del siglo XI por donación de los Reyes leoneses, posiblemente Alfonso V, a Villalpando, por aquella época cabeza del Alfoz, y a las aldeas del mismo.
Desde un punto de vista botánico, se trata de un monte poblado por especies como el pinus pinea y pinus pinaster, aunque también existen rodales de pinus nigra. Se halla presente el quercus rotundifolia y de manera muy aislada crataegus monogyna, cistus ladaniferus y populifolius así como chamaespartium tridentatum.

## Cultura

### Patrimonio
- Iglesia de Santa Marta. Es la más antigua que se conserva (siglo XIV-XV), con un valioso retablo que representa escenas de la vida de la santa titular. Acoge también la imagen del Santísimo Cristo de las Aguas (siglo XIV).

- Iglesia de San Juan Bautista. Del siglo XVI, se erige sobre una iglesia anterior presumiblemente románica que perteneció a la Orden de San Juan desde la donación hecha por el rey Fernando II de León en el año 1174 hasta el siglo XIX. Sus varios retablos siguen el modelo del retablo mayor (siglo XVIII).

- Casa de los Diezmos. Se situaba enfrente de la iglesia de Santa Marta, siendo el lugar donde posiblemente se instaló el Hospital de Pobres regentado por la cofradía de Nuestra Señora de la O, así como la casa del inquisidor. Debido a su estado de ruina fue derribada hace pocos años.

- Palacio de la Encomienda. Hoy apenas constituye unas ruinas, pero en tiempos fue la residencia de los caballeros de la Orden de San Juan. Se alzaba frente a la iglesia de San Juan Bautista, viéndose arruinado tras la desamortización de Mendizábal.

- Fuente de Valdeaguilar. Fuente tardorromana remodelada en época medieval realizada en piedra de mampostería de la zona. Se encuentra en el Camino de Revellinos y ha sido restaurada recientemente creando una coqueta zona recreativa.

- Edificio del Ayuntamiento o Casa Consistorial. Construcción civil de mediados del siglo XIX de dos cuerpos, exenta y planta cuadrada realizada en tapial y ladrillo. Su fachada principal posee 3 balcones con  molduras y rejería de la época. El reloj fue colocado en los años 80 drl siglo XX. Fue remodelado en 2012. En la puerta principal está tallado el escudo municipal.

### Fiestas
Los quintos piden el aguinaldo (5 de enero) y en San Antón (17 de enero) leen los refranes y corren las cintas. Celebran las Candelas (2 de febrero), San Blas (3 de febrero), las Águedas (5 de febrero) y el Domingo Tortillero (el anterior al Domingo de Ramos)
La noche del 30 de abril, los quintos colocan “el mayo”. Honran al Cristo de las Aguas (primer domingo de mayo) con misa y bendición de campos y a San Isidro, (15 de mayo). Corren la naranja en las eras el día del Ángel (1 de marzo).
Festejan al patrón, San Antonio de Padua (13 de junio), con actos religiosos, cada año en una parroquia. Honran a San Juan (24 de junio), barrio de Abajo y Santa Marta (29 de julio), barrio de Arriba.